# Balázs Dzsudzsák
Balázs Dzsudzsák (Debrecen, 23 de dezembro de 1986) é um futebolista húngaro que atua como meia-atacante. Atualmente, joga pelo Debrecen.

## Início da vida
Dzsudzsák nasceu na cidade de Debrecen, na Hungria e cresceu em Nyírgulos. Ele começou sua carreira no Nyíradony Focisuli e depois treinou no Debreceni Olasz Focisuli, uma academia de futebol para jovens talentos. Foi o passo certo para depois assinar com o Debreceni VSC. Em 2004 jogou por empréstimo no Létavértes de Debrecen na terceira divisão húngara.

## Carreira

### Jogando no Debrecen
O jovem Balázs fez a sua estreia no Debreceni pelo Campeonato Nacional Húngaro em 2004, jogando duas vezes na primeira temporada. Na temporada seguinte, jogou 10 partidas e marcou dois gols. Nas duas temporadas seguintes (2005/2006 e 2006/2007), tornou-se membro permanente da equipe, jogando 36 partidas e marcando 12 gols. Ganhou o Campeonato Húngaro de Futebol e a Super Taça da Hungria três vezes, nas temporadas 2004/2005, 2005/2006 e 2006/2007. 

### Ida ao PSV Eindhoven
O jogador assinou um contrato de cinco anos com o PSV Eindhoven em 24 de outubro de 2007. Esta transferência foi antecipada (já que deveria acontecer na temporada seguinte) com a saída de Kenneth Perez do plantel de Eindhoven. Aos seus superiores, o olheiro Piet de Visser afirmou ter visto em Balázs um talento incrível. “Ele é rápido e bom de passe. Pode driblar o oponente e cruzar bolas com precisão. Você não vê jogadores deste quilate com muita freqüência. Ele é um jogador moderno.”
Dzsudzsák fez sua estréia na Eredivisie no dia 12 de janeiro de 2008, com vitória por 1 a 0 contra o Feyenoord. Ele estava na equipe titular nessa partida e finalizou três vezes ao gol adversário. Na partida seguinte, marcou seu primeiro gol, em um empate no placar de 1 a 1 contra o VVV-Venlo. Sua primeira assistência veio no dia 23 de janeiro de 2008, na vitória de 3 a 1 contra o Sparta Rotterdam. No final da temporada, marcou cinco gols e ajudou o clube de Eindhoven a conquistar o título nacional.
Na temporada 2008-2009, Huub Stevens assumiu o comando do time, substituindo Sef Vergoossen. Suas táticas defensivas não ajudaram o time, que terminou na quarta colocação no campeonato nacional, ficando fora da edição seguinte da Champions. Tais táticas defensivas minavam o estilo de jogo do habilidoso húngaro. Seu primeiro hat-trick ocorreu num jogo onde o PSV goleou o ADO Den Haag por 6 a 0 no Philips Stadion em 5 de fevereiro de 2009, em um jogo valido pela Eredivisie. Nesta temporada, ele disputou 32 jogos, com 11 gols e 9 assistências.
Na temporada 2009-2010, Fred Rutten assumiu a equipe e modificou a forma de jogar de Balázs, colocando-o mais avançado, como um autêntico ponta-esquerda.Com 
essa formação, Dzsudzsák foi eleito o melhor jogador na vitória sobre o AFC Ajax na terceira rodada da Eredivise, em 15 de agosto de 2009, com dois gols e uma assistência.
Dzsudzsák terminou a temporada 2009-10, com 14 gols e 16 assistências. Em um jogo da Liga Europa entre PSV e Hamburgo, foi mostrado um cartão vermelho a Dzsudzsák, depois que ele empurrou o árbitro inglês Mike Dean. A temporada 2010-2011 foi a sua melhor com a camisa do time de Eindhoven. Marcou 16 gols e 12 assistências, terminando a temporada como o quarto maior artilheiro e o quinto jogador com mais assistencias. Marcou ainda sete gols em treze jogos em competições européias.
Em 2011, ele assinou a prorrogação de seu contrato com o PSV Eindhoven, mesmo com o interesse de outros clubes, como o russo Anzhi Makhachkala.

### Mudança para a Rússia

#### Anzhi Makachkala
Em 12 de junho de 2011, Dzsudzsák transferiu-se para o clube Anzhi Makhachkala, por uma quantia não revelada. Assinou um contrato com duração de quatro temporadas. Estreou em 06 de agosto contra o FC Tom Tomsk, com uma vitória de seu clube por 2 a 0. Jogou oito partidas pelo novo clube, surgindo quase sempre do banco de reservas. Em 27 de agosto de 2011, sofreu uma quebra de clavícula em uma colisão com um adversário. Esta lesão o manteve afastado durante o restante da temporada.

#### Dínamo Moscou
Em 12 de janeiro de 2012, Dzsudzsák foi transferido para o Dínamo Moscovo, depois de o clube da capital pagar a multa rescisória de 19 milhões de euros, tornando-o o jogador húngaro mais caro da história. Estreou em seu novo clube no dia 9 de março de 2012, contra o CSKA Moscovo e deu uma assistência. Este jogo acabou empatado em 1 a 1. Marcou seu primeiro gol pelo Dinamo no jogo contra o Terek Grozny, em 19 de agosto. Na rodada seguinte, em 26 de agosto, fez sua melhor partida neste clube, com um gol e duas assistências na vitória por 3 a 2 contra o Lokomotiv.

## Seleção Húngara
Dzsudzsák fez sua estreia pela seleção magiar em 2 de julho de 2007 em um jogo na cidade de Heraclião, contra a Seleção Grega de Futebol. Contra a mesma Grécia saiu o seu primeiro gol, no dia 24 de agosto de 2008. Ele conseguiu marcar um gol contra a Holanda no Amsterdam Arena. Marcou seu terceiro gol internacional contra a seleção de San Marino, no estádio que leva o nome do maior jogador magiar da história, o lendário Ferenc Puskás Biró. Seu quarto tento foi o mais memorável na seleção nacional, por sair aos 49 minutos do segundo tempo numa partida contra a Finlândia em 12 de outubro de 2010. O seu quinto gol saiu em um jogo contra a Lituânia em um amistoso no Sostói Stadion. Três desses gols ocorreram nas três últimas partidas da seleção em 2010, dois dos quais em jogos eliminatórios para a Eurocopa. Marcou gol ainda contra a Islândia no Estádio Ferenc Puskás. O placar final do jogo foi 4 a 0.
Dzsudzsak fez parte do elenco da Seleção Húngara de Futebol da Eurocopa de 2016.